# Speculum Virginum

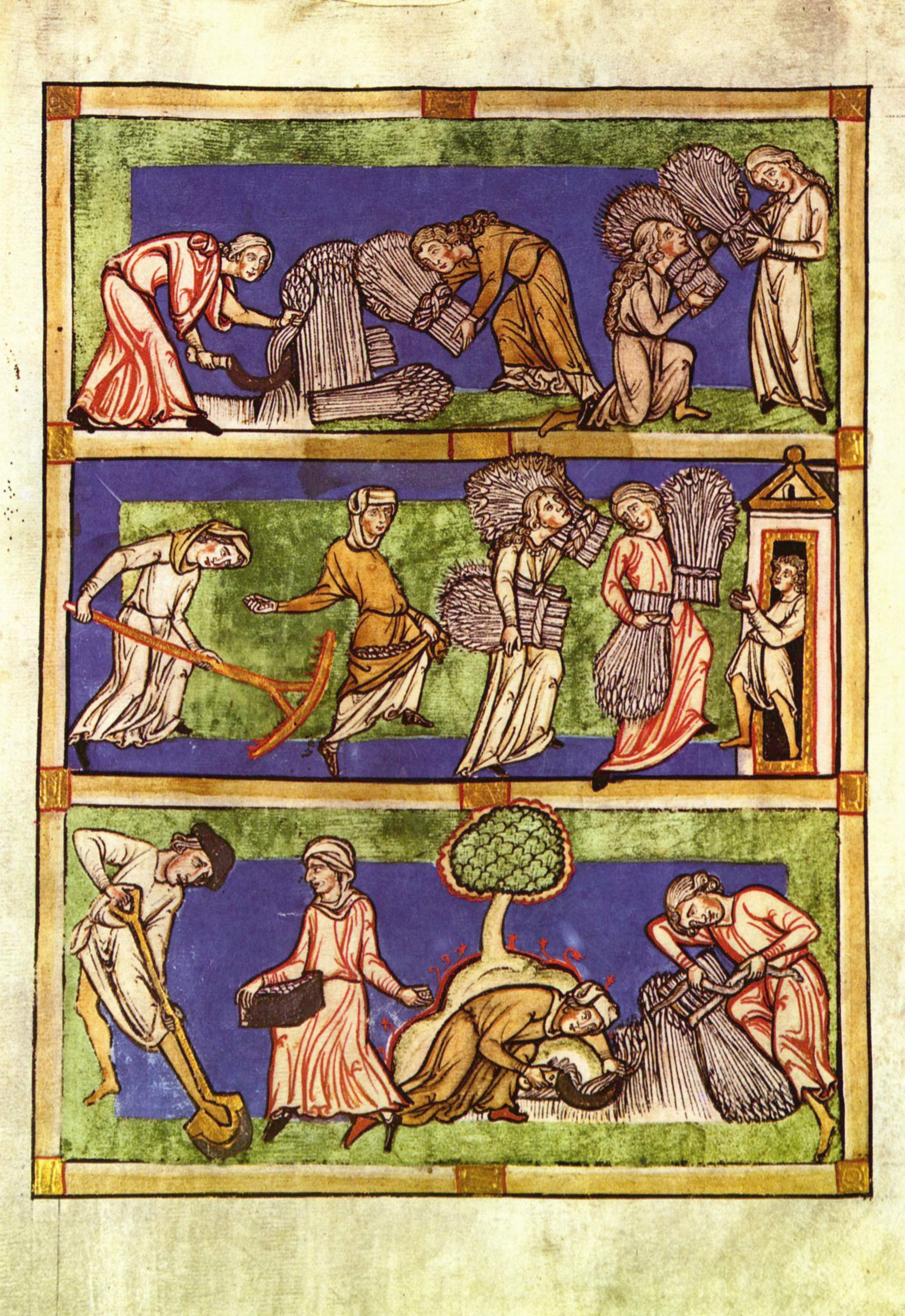
Ilustración de una alegoría a la cosecha.

Speculum Virginum (Jungfrauenspiegel "Espejo de Vírgenes") es un tratado didáctico del siglo XII sobre la vida monástica femenina. El texto original se remonta a mediados del siglo XII y fue posiblemente compuesta en la abadía agustiniana de Andernach, fundada por Richard, abad de Springiersbach, para su hermana en 1128. Richard nombró a un tal Conrad como consejero espiritual de su hermana, y algunos eruditos han sugerido a Conrad como el autor del texto.
Speculum Virginum ofrece una de las teologías completas tempranas de la vida religiosa de clausura. El documento se compone principalmente de un hipotético diálogo entre Peregrinus, un maestro religioso masculino, y Teodora, una discípula. El diálogo busca fortalecer la determinación y resolución de Teodora (y por lo tanto, por ejemplo, de otros lectores) para vivir la vida como una virgen consagrada a Dios.
El crecimiento de los distintos manuscritos del Speculum Virginum en la Edad Media tuvo una resonancia particular para las mujeres que buscaban una vida religiosa dedicada. Sin embargo, no sólo afectó al desarrollo de la vida monástica femenina, sino que a su vez influyó en la proliferación de las órdenes monásticas masculinas, e incluso la teología protestante según los escritos de Nikolaus Selnecker y Conrad Porta.
El texto fue ampliamente leído desde el siglo XII hasta la Reforma, y sobreviven 26 vernáculos (en sajón medio) y en 30 críticas en latín. El texto latino fue editado con una traducción alemana de Seyfarth (1990). La mayoría de los manuscritos conservados datan del siglo XV. Una primera versión del texto latino se conserva en Colonia (c. 1140), posiblemente procedente de Andernach, y en Arundel.